# Jezerci
Jezerci (en cyrillique : Језерци) est un village de Bosnie-Herzégovine. Il est situé dans la municipalité de Travnik, dans le canton de Bosnie centrale et dans la fédération de Bosnie-et-Herzégovine. Selon les premiers résultats du recensement bosnien de 2013, il compte 398 habitants.

## Histoire de Jezerci
Origine et nom
Le village de Jezerci tire son nom du mot slave « jezero » qui signifie « lac ». On pense que les premiers habitants de la région se sont installés autour d'un lac ou d'une zone marécageuse, d'où le nom du village.
Moyen Âge
Les premières mentions écrites de Jezerci datent du Moyen Âge. Le village faisait alors partie du royaume de Bosnie et était un important centre de commerce et d'artisanat.
Epoque Ottomane
En 1463, la Bosnie tombe sous la domination ottomane. Les Ottomans ont converti la plupart des habitants de Jezerci à l'islam et ont construit plusieurs mosquées et madrasas dans le village.
XIXe et XXe siècles
Pendant la période ottomane, Jezerci a connu une période de paix et de prospérité relative. Le village a continué d'être un important centre de commerce et d'artisanat.
Guerre de Bosnie-Herzégovine
La guerre de Bosnie-Herzégovine (1992-1995) a eu un impact dévastateur sur Jezerci. Le village a été bombardé et détruit à plusieurs reprises. La plupart des habitants musulmans ont été tués ou expulsés.
Depuis la guerre
Depuis la fin de la guerre, Jezerci a été lentement reconstruit. La plupart des habitants d'aujourd'hui sont des Croates et des Bosniaques. Le village est encore pauvre, mais il y a eu des progrès ces dernières années.
Points d'intérêt
Parmi les points d'intérêt de Jezerci, on trouve les ruines de l'ancienne mosquée ottomane, l'église catholique Saint-Jacques et le monument aux victimes de la guerre de Bosnie-Herzégovine.

## Démographie

### Évolution historique de la population dans la localité
| 1948 | 1953 | 1961 | 1971 | 1981 | 1991 | 2013 |
| ---- | ---- | ---- | ---- | ---- | ---- | ---- |
| -    | -    | 400  | 427  | 443  | 643  | 398  |

|  |